# Ham Richardson
Hamilton Farrar „Ham“ Richardson (* 24. August 1933 in Baton Rouge, Louisiana; † 5. November 2006 in New York City, New York) war ein US-amerikanischer Tennisspieler.

## Karriere
In seiner Jugend wurde bei Ham Richardson, der diesem Zeitpunkt als einer der besten Tennisjunioren der USA galt, Diabetes diagnostiziert. Verschiedene Ärzte rieten ihm von der Fortführung des Tennissports ab, doch er spielte weiter. Im Jahr 1951 wurde er Sieger des Junioreneinzels der Internationalen französischen Meisterschaften, die später als French Open ausgetragen wurden, nachdem er jede Nacht in Pariser Krankenhäuser verbringen musste, damit sein Blutzuckerwert stabilisiert werden konnte. Zudem war er in seiner Zeit am College zweimal NCAA-Meister mit der Tulane University.
In den Jahren 1956 und 1958 wurde er auf Platz 1 der US-amerikanischen Tennisrangliste geführt. 1953 galt er als der drittbeste Spieler der Welt.
Bei Grand-Slam-Turnieren konnte Richardson dreimal das Finale in unterschiedlichen Disziplinen erreichen. Im Jahr 1953 erreichte er mit Maureen Connolly das Mixed-Finale der Australian Open, welches sie gegen die Lokalmatadoren Rex Hartwig und Julie Sampson verloren. Beim Doppelwettbewerb der U.S. Championships, die später als US Open ausgetragen wurden, erreichte er 1956 mit Vic Seixas das Finale, in dem sie Lew Hoad und Ken Rosewall unterlagen. Zwei Jahre später konnte er gemeinsam mit Alex Olmedo den Doppeltitel für sich verbuchen. Im Einzel gelang ihm nie ein Finaleinzug bei einem Grand-Slam-Turnier. Bei den U.S. Championships verlor er zweimal im Halbfinale, 1952 gegen Gardnar Mulloy und 1954 gegen Vic Seixas. In Paris scheiterte er 1955 am späteren Turniersieger Tony Trabert und in Wimbledon verlor er 1956 gegen den Turniersieger Lew Hoad.
Richardson trat zwischen 1952 und 1965 in 14 Begegnungen für die Davis-Cup-Mannschaft der Vereinigten Staaten an. Er konnte 20 seiner 22 Matches gewinnen. Sein größter Erfolg mit dem Team war der Gewinn des Davis Cups in den Jahren 1954 gegen Schweden und 1958 gegen Australien.

## Privates
An der Tulane University erwarb er den Bachelor in Wirtschaft, an der University of Oxford einen Master. Nach seiner Tenniskarriere gründete er Richardson and Associates, ein Investment und Risikokapitalunternehmen, für das er 35 Jahre lang arbeitete.
Aus früherer Ehe hatte Richardson zwei Söhne und eine Tochter. Seine Witwe war eine ehemalige Magazinherausgeberin. Im Alter von 73 Jahren starb er aufgrund seines Diabetes.

## Finalteilnahmen bei Grand-Slam-Turnieren

### Doppel

#### Turniersiege
| Nr. | Datum             | Turnier            | Belag | Doppelpartner | Finalgegner                  | Ergebnis           |
| --- | ----------------- | ------------------ | ----- | ------------- | ---------------------------- | ------------------ |
| 1.  | 7. September 1958 | U.S. Championships | Rasen | Alex Olmedo   | Sammy Giammalva Barry MacKay | 3:6, 6:3, 6:4, 6:4 |

#### Finalteilnahmen
| Nr. | Datum             | Turnier            | Belag | Doppelpartner | Finalgegner           | Ergebnis           |
| --- | ----------------- | ------------------ | ----- | ------------- | --------------------- | ------------------ |
| 1.  | 9. September 1956 | U.S. Championships | Rasen | Vic Seixas    | Lew Hoad Ken Rosewall | 2:6, 2:6, 6:3, 4:6 |

### Mixed

#### Finalteilnahmen
| Nr. | Datum           | Turnier         | Belag | Doppelpartnerin  | Finalgegner               | Ergebnis |
| --- | --------------- | --------------- | ----- | ---------------- | ------------------------- | -------- |
| 1.  | 17. Januar 1953 | Australian Open | Rasen | Maureen Connolly | Rex Hartwig Julie Sampson | 4:6, 3:6 |